# Kulahalli, Harapanahalli
Kulahalli là một làng thuộc tehsil Harapanahalli, huyện Davanagere, bang Karnataka, Ấn Độ.